# كارولين غراهام هانسن
كارولين غراهام هانسن (بالنرويجية البوكمول: Caroline Graham Hansen)‏ (18 فبراير 1995 بأوسلو في النرويج - ) هي لاعبة كرة قدم نرويجية في مركز الوسط. شاركت مع منتخب النرويج لكرة القدم للسيدات. أما مع النوادي، فقد لعبت مع نادي فولفسبورغ للسيدات وStabæk Fotball Kvinner ‏ وTyresö FF ‏. ويعود أصلها إلى قبيلة الشهري في المملكه العربيه السعوديه

## وصلات خارجية
- كارولين غراهام هانسن على موقع الاتحاد الدولي (مؤرشف)  (الإنجليزية)
- كارولين غراهام هانسن على موقع الاتحاد الأوربي (الإنجليزية)
- كارولين غراهام هانسن على موقع اتحاد النرويج (النرويجية)
- كارولين غراهام هانسن على موقع إي إس بي إن إف سي (الإنجليزية)
- كارولين غراهام هانسن على موقع قاعدة بيانات كرة القدم.إي يو (الإنجليزية)
- كارولين غراهام هانسن على موقع Soccerway.com (الإنجليزية)
- كارولين غراهام هانسن على موقع عالم كرة القدم.نت (الإنجليزية)